# Louis Pilot
Louis Pilot (Esch-sur-Alzette, 11 de novembre de 1940 - Senningen, 16 d'abril de 2016) fou un exjugador i exentrenador de futbol luxemburguès.
El novembre de 2003, en el marc de les celebracions pels 50 anys de vida de la UEFA, Pilot fou seleccionat per la Federació Luxemburguesa de Futbolcom el Golden Player de Luxemburg, és a dir, el millor jugador del país dels darrers 50 anys.

## Biografia
Pilot va començar la seva carrera futbolística al club de la seva ciutat, el Cercle Sportif Fola Esch, abans de marxar a Bèlgica per firmar un contracte amb l'Standard de Liège, quan tenia 20 anys. En total va disputar 337 partits amb l'Standard, aconseguint 4 lligues belgues i dues copes. Posteriorment va marxar al Royal Antwerp i, finalment, al Racing Jet, on es va retirar el 1978. Pilot també va jugar amb la selecció luxemburguesa, amb la qual va jugar 49 partits entre 1959 i 1971, aconseguint marcar 7 gols. Va disputar un total de 14 partits classificatoris per la Copa del Món.
Posteriorment, el mateix 1978, Pilot va tornar a Luxemburg per esdevenir el nou seleccionador de l'equip nacional el 12 d'abril. El càrrec el va mantenir fins al 1984, moment en què va fitxar per l'equip on havia passat la major part de la seva etapa com a futbolista, l'Standard de Liège. Allí només hi va passar una temporada abans no retornà al seu país per fer-se càrrec de l'Etzella Ettelbruck, primer, i l'Avenir Beggen, després, abans d'adquirir un rol menys actiu en el món del futbol.

## Palmarès
- Lliga belga: 4

1963, 1969, 1970,1971
- Copa belga: 2

1966, 1967
- Futbolista Luxemburguès de l'Any: 4

1966, 1970, 1971, 1972
- Esportista Luxemburguès de l'Any: 2

1968, 1969